# San Fiz do Seo
San Fiz do Seo es una localidad española del municipio de Trabadelo, en la provincia de León, comunidad autónoma de Castilla y León. Se encuentra en el valle del Seo y forma parte de la comarca tradicional de la Somoza berciana. 
La iglesia está dedicada a san Pelagio. Es una de las más antiguas de la zona. Fue remodelada (altar, campanario y lámparas) gracias a los habitantes del pueblo.

## Localidades limítrofes
Confina con las siguientes localidades:
- Al norte con Sotogayoso.
- Al noreste con Trabadelo.
- Al sureste con Sotoparada.
- Al sur con Villar de Corrales.
- Al suroeste con Moldes.
- Al oeste con Villasinde.
- Al noroeste con Vega de Valcarce.

## Historia
Así se describe a San Fiz do Seo en el tomo XIII del Diccionario geográfico-estadístico-histórico de España y sus posesiones de Ultramar, obra impulsada por Pascual Madoz a mediados del siglo XIX:

Lugar en la provincia de León (20 leguas), partido judicial de Villafranca del Vierzo (3), diócesis de Astorga (12), audiencia territorial y capitanía general de Valladolid, ayuntamiento de Trabadelo. Situado en un valle; su clima es templado; sus enfermedades más comunes afecciones de pecho. Tiene 40 casas inclusas las del barrio de San Salvador, donde se halla la incendiada del Cuartel; iglesia parroquial (San Fiz) servida por un cura, y medianas aguas potables. Confina con Villafranca, Corullón, Dragonte y Vilela. El terreno es de buena calidad, y le fertilizan las aguas del Burbia y Valcarce que pasan por delante del pueblo; hay un camino que dirige a la montaña, y otro a Valdeorras; recibe la correspondencia de Villafranca. Producciones: granos, legumbres y pastos; cría ganados; caza de perdices, y pesca de truchas. Población: 26 vecinos, 80 almas. Contribución: con el ayuntamiento.
Diccionario geográfico-estadístico-histórico de España y sus posesiones de Ultramar

## Demografía
Evolución de la población
| Gráfica de evolución demográfica de San Fiz do Seo entre 2000 y 2017 |
|                                                                      |
| Población de derecho (2000-2017) según el padrón municipal del INE   |